# Презеті
Презеті (груз. ფრეზეთი) — село в Грузії.
За даними перепису населення 2014 року в селі проживає 725 осіб.